# Mimatys
Mimatys is een geslacht van weekdieren uit de klasse van de Gastropoda (slakken).

## Soort
- Mimatys fukuokaensis Habe, 1952